# Емілі дю Шатле
Габріель Емілі Ле Тоннельє де Бретей, маркіза дю Шатле (фр. Gabrielle Émilie Le Tonnelier de Breteuil, marquise du Châtelet), відома як Емілі дю Шатле (17 грудня 1706 — 10 вересня 1749) — французький математик і фізик, особливо відома перекладом французькою «Principia Mathematica» Ісаака Ньютона та авторством коментарів до цієї праці. Ці коментарі включали суттєвий внесок до ньютонівської механіки.
Була музою і натхненницею Вольтера.

## Біографія
Габріель Емілі була дочкою Луї Ніколя Ле Тоннельє, барона Бретей, і його другої дружини Габріель-Анни де Фролов. Її батько при Версальському дворі готував посланників іноземних держав до прийняття у Людовика XIV і представляв їх королю. Паризький будинок барона був місцем, де збиралися відомі діячі науки і мистецтва тієї епохи, представники так званого раннього Просвітництва, в тому числі Жан Батист Руссо і Фонтенель. Батько, який звернув увагу на обдарованість Емілі, дав їй чудову класичну освіту. Вона, крім іншого, вивчала англійську та італійську мови, серйозно займалася фехтуванням, співом, танцями, театральною майстерністю, грала на спінеті. У 16 років Емілі була прийнята при дворі. Вона мала успіх в світлі і мала кілька невеликих (без сумніву, платонічних) романів: з маркізом де Гебріаном і маршалом Рішельє.
12 червня 1725 року Емілі вийшла заміж за тридцятирічного маркіза Флорена Клода дю Шателле (Вольтер пізніше переробив Шателле в Шатле). Вона поїхала разом з чоловіком в Семюр-ан-Оксуа, де маркіз обіймав посаду королівського губернатора. У подружжя було троє дітей. У Семюр-ан-Оксуа вона познайомилася з де Мезьєр, який розбудив її пристрасть до занять математикою. У 1730 році Емілі повернулася в Париж.
У той час в аристократичному середовищі шлюби рідко укладалися по любові, швидше це були договірні відносини між чоловіком і дружиною. Маркіза дю Шатле вважала, що її зобов'язання перед чоловіком були повністю виконані після народження трьох дітей. Вона користувалася свободою, не переступаючи меж пристойності, позначених для світської жінки. У Емілі було кілька коротких романів, в тому числі з математиком і астрономом П'єром де Мопертюї і математиком Алексісом Клеро. Однак вона зберігала довірчі відносини з чоловіком, підтримувала листування з ним і прислухалася до його порад. В 1733 році маркіза познайомилася з Вольтером і стала його коханкою. Коли в 1734 році він, щоб уникнути арешту, який погрожував йому за створення «Орлеанської діви», повинен був покинути Париж, Емілі запропонувала йому як притулок невеликий напівзруйнований замок чоловіка в Сіре-сюр-Блаз в Шампані. Після того, як стало ясно, що наказ про арешт не буде скасований незабаром, Емілі пішла за Вольтером. На п'ятнадцять років Сіре став для Емілі та Вольтера постійним місцем проживання, з усіх своїх поїздок вони незмінно поверталися в цей замок. Подружжя Шатле були не дуже багаті, Вольтер же мав достатніх коштів. Незабаром після переїзду в Сіре, маркіза частково перебудувала замок за бажанням Вольтера і на його гроші. У Сіре з'явилося нове крило, в якому розмістилися природнича лабораторія і бібліотека. Емілі та Вольтер досліджували оптичні явища і феномен вакууму, в невеликому театрі, обладнаним під дахом замку, ставилися п'єси Вольтера. Сіре став місцем зустрічі літераторів, дослідників природи, математиків. Тут в 1736-1737 роках Вольтер, за його словами за допомогою Емілі дю Шатле, написав «Елементи філософії Ньютона».
У 1745 році Емілі почала переклад «Математичних початків натуральної філософії» Ньютона, робота над ним тривала до самої її смерті. Її головна заслуга полягає не стільки в перекладі праці з латині на французьку, скільки в інтеграції математичної аргументації Ньютона в створену Лейбніцом і визнану на континенті методику обчислення нескінченно малих. Крім того, дю Шатле забезпечила текст Ньютона своїми коментарями. Вона наполягала, що термін «кількість руху» (яким Ньютон називав добуток маси на швидкість) краще підходить для добутку маси на квадрат швидкості (який, за Лейбніцем, в той час називали «живою силою»). Вона не змогла змусити вчене співтовариство того часу погодитися з цим твердженням. Лише через багато років старі терміни були визнані невдалими і були замінені на «імпульс» і «кінетична енергія».
У 1737 році дю Шатле видала манускрипт «Твір про вогонь», в якому висловлювала ідеї, схожі з сучасними уявленнями про інфрачервоне випромінювання. У 1738 році дю Шатле і Вольтер незалежно один від одного взяли участь в конкурсі, оголошеному Французькою академією, на найкращу роботу про природу вогню. Оскільки роботи подавалися анонімно, в конкурсі могла взяти участь і жінка. Премію отримав швейцарський математик Леонард Ейлер, але «Твір про вогонь» дю Шатле було опубліковано в 1744 році коштом Академії. У 1746 дю Шатле стала членом Болонської Академії наук, в Паризьку Академію жінки не бралися принципово.
З 1744 по 1748 роки дю Шатле часто бувала в Версалі разом з Вольтером, який знову був прийнятий при дворі. У 1748-1749 роках вона жила з ним в замку Люневиль, резиденції Станіслава Лещинського, тестя Людовіка XV, польського екскороля. Про кінець життя Емілі вороги та заздрісники Вольтера склали наступну, сильно поширилася брехня: «вона стала коханкою придворного, офіцера і поета де Сен-Ламбера. Завагітнівши, дю Шатле переконала чоловіка в тому, що це його дитина. »Насправді, це і була його дитина. До кінця життя великий поет винив в смерті своєї коханої себе. Вона не переставала працювати, завершуючи у співпраці з Клеро переклад роботи Ньютона. На початку вересня 1749 року вона народила дочку, за словами Вольтера: «дівчинка народилася, коли її мати працювала за письмовим столом». 10 вересня 1749 року Емілі дю Шатле померла від післяпологової гарячки, новонароджена дочка також прожила недовго. Після її смерті Вольтер писав д'Аржанталю: «Я не тільки втратив свою кохану, я втратив половину себе самого, душу, створену для мене, подругу, яку я знав з її колиски».
Переклад «Математичних початків натуральної філософії» був виданий Клеро в 1759 році з передмовою Вольтера. Це до теперішнього часу єдиний переклад роботи Ньютона на французьку мову. Листування дю Шатле з Вольтером, яке налічує близько ста листів, здебільшого втрачене. У Санкт-Петербурзі, в паперах Вольтера зберігаються приблизно триста сторінок тексту, написаних дю Шатле (не опубліковані).

## Згадки в сучасному мистецтві
1. Емілі згадується в романі В. Аксьонова «Вольтер'янці та вольтер'янки»
2. У 2007 році про Емілі знятий телевізійний фільм Арно Селіньяка «Божественна Емілі» (фр. «Divine Émilie») з Леа Друкер (Léa Drucker)
3. Композитор Кайя Сааріахо написала 2008 року оперу «Емілі», в основу якої лягла історія життя Емілі дю Шатле. Прем'єрні спектаклі пройшли в Ліоні 1 березня 2010 і в Амстердамі 18 березня 2010. Головну партію заспівала Каріта Маттіла.